# Elvin Cəfərquliyev
Elvin Eldar oğlu Cəfərquliyev (ur. 26 października 2000 w Baku) – azerski piłkarz, grający na pozycji lewego obrońcy w Qarabağ FK i reprezentacji Azerbejdżanu.

## Klub

### Początki
Zaczynał karierę w drużynie młodzieżowej Keşlə Baku. Udało mu się zagrać tam jeden mecz w seniorskim zespole, w pucharze Azerbejdżanu.
W latach 2017–2019 grał w młodzieżowym zespole Qarabağu FK.

### Qarabağ FK
W tym zespole Cəfərquliyev zadebiutował 11 września 2020 roku w meczu przeciwko Keşlə Baku (0:0). Na boisko wszedł w 43. minucie, zastępując Mahira Emrelego. Pierwszą asystę zaliczył 9 marca 2021 roku w meczu przeciwko Zirə Baku (0:2 dla zespołu z Karabachu). Asystował przy golu Jaimego Romero w 3. minucie. Pierwszego gola strzelił 2 kwietnia 2020 roku w meczu przeciwko Səbail Baku (5:1 dla zespołu Cəfərquliyeva). Do siatki trafił w 86. minucie. Łącznie do 6 lipca 2022 roku zagrał 32 mecze, strzelił jednego gola i pięć razy asystował. Z tym zespołem zdobył mistrzostwo Azerbejdżanu w sezonie 2021/22.

### Sumqayıt FK
2 lipca 2019 roku został wypożyczony do Sumqayıt FK. W tym klubie zadebiutował 17 sierpnia 2019 roku w meczu przeciwko Qəbələ FK (0:2 dla zespołu Elvina). W debiucie zaliczył asystę przy golu Mehdiego Sharifiego w 12. minucie. Pierwszego gola strzelił 20 października 2019 roku w meczu przeciwko Səbail Baku (0:2). Do siatki trafił w 94. minucie. Łącznie zagrał 17 spotkań, strzelił 2 gole i miał 2 asysty.

## Reprezentacja
W reprezentacji U-19 zagrał 6 meczów
W kadrze U-21 rozegrał 15 spotkań i miał jedną asystę.
W seniorskiej reprezentacji zadebiutował 30 marca 2021 roku w meczu przeciwko Serbii (1:2 dla zespołu z Bałkanów). Wszedł na boisko w 79. minucie, zastąpił Mahira Emrelego. Łącznie do 6 lipca 2022 roku zagrał 4 mecze.